# Instabilidade cromossómica
A instabilidade cromossómica (INC) é um tipo de instabilidade genômica na qual os cromossomas são instáveis, de modo que cromossomas inteiros ou partes de cromossomas são duplicados ou excluídos. Mais especificamente, INC refere-se ao aumento na taxa de adição ou perda de cromossomas inteiros ou secções deles. A distribuição desigual de ADN para células filhas após a mitose resulta numa falha em manter a euploidia (o número correto de cromossomas) levando à aneuploidia (número incorrecto de cromossomas). Noutras palavras, as células-filhas não têm o mesmo número de cromossomas da célula de onde se originaram. A instabilidade cromossómica é a forma mais comum de instabilidade genética e causa de aneuploidia.
Essas alterações foram estudadas em tumores sólidos, que podem ou não ser cancerígenos. INC é uma ocorrência comum em cancros sólidos e hematológicos, especialmente no cancro colorretal. Embora muitos tumores mostrem anormalidades cromossómicas, a INC é caracterizada por uma taxa elevada desses erros.